# Rescue: HI-Surf
Rescue: HI-Surf est une série télévisée américaine en 19 épisodes de 42 minutes créée par Matt Kester et diffusée entre le 22 septembre 2024 et le 31 mars 2025 sur le réseau Fox, et en simultané sur le réseau CTV au Canada.
Cette série est inédite dans tous les pays francophones sauf au Québec où elle sera diffusée sur Séries Plus à partir du mercredi, 17 septembre 2025 à 20 h.

## Synopsis
La série suit la vie personnelle et professionnelle des sauveteurs en hautes mer qui patrouillent et protègent la côte nord de O'ahu. le littoral le plus célèbre et le plus dangereux du monde.

## Distribution

### Acteurs principaux
- Robbie Magasiva : Harlan « Sonny » Jennings
- Arielle Kebbel : Emily « Em » Wright
- Adam Demos : Will Ready
- Kekoa Kekumano : Laka Hanohano
- Zoe Cipres (en) : Hina Alexander
- Alex Aiono : Kainalu Emerson

### Acteurs récurrents et invités
- Shawn Hatosy : Clayton Emerson
- Ian Anthony Dale : Sean Harimoto
- Sea Shimooka : Jenn

## Production
Le 9 octobre 2020, il a été annoncé que HBO Max avait mis en place une nouvelle série de John Wells, alors intitulée « Ke Nui Road ». La série provient de John Wells Productions, de Warner Bros. Television et du scénariste d’Animal Kingdom, Matt Kester. Le 28 juin 2021, il a été annoncé que le streamer avait commandé un pilote. Le 9 novembre 2021, le casting complet du pilote, dont Andrew Creer, Ethan Rich, George Mason (en) et Kekoa Scott Kekumano ont été révélés. Le pilote n'est pas retenu.
Le 28 avril 2023, il a été annoncé que Fox avait passé une commande directe pour la série, désormais intitulée Rescue: HI-Surf, avec Fox Entertainment rejoint la production de la série.
À la fin de la grève de la Writers Guild of America de 2023 ayant duré cinq mois, sans scénario ni distribution, Fox repousse la série pour la saison 2024-2025.
En janvier 2024, la production annonce la distribution : Robbie Magasiva (Wentworth, Bad Behaviour), Arielle Kebbel (The Vampire Diaries, John Tucker Must Die), Adam Demos (Sex / Life, UnReal), Kekoa Kekumano (The White Lotus, Aquaman), Alex Aiono (Pretty Little Liars: Original Sin, Doogie Kameāloha M.D) et Zoe Cipres (Roswell, New Mexico, Long Pork), ainsi que Sea Shimooka (3 Body Problem, Arrow) dans un rôle récurrent.
Lors des Upfronts en mai 2024, Fox sélectionne la série comme programme qui suivra le match du Super Bowl LIX le 9 février 2025. À la mi-novembre lors de l'annonce des programmes de mi-saison, Fox sélectionne plutôt le jeu télévisé The Floor (en). Le diffuseur canadien CTV confirme en décembre la diffusion d'un nouvel épisode de Rescue après le match, les droits sur le jeu appartenant à Global.
Le 7 mai 2025, Fox annule la série.

## Épisodes
1. Pilot
2. Mauka to Makai
3. The Deep End
4. Kick Out
5. XXL
6. Drift
7. Pau
8. Drop In
9. Aftermath
10. Riptide
11. Caught Inside
12. Surge
13. Depth Charge
14. Ripple Effect
15. South Winds
16. Pono
17. Sea Change
18. Flowback
19. Let Go